# Pleosphaeria australis
Pleosphaeria australis är en svampart som beskrevs av Speg. 1881. Pleosphaeria australis ingår i släktet Pleosphaeria, divisionen sporsäcksvampar och riket svampar.   Inga underarter finns listade i Catalogue of Life.